# Ктитор (військова посада)
Кти́тор (від грец. κτήτωρ — «будівничий», «засновник») — спеціальна посада в церквах військового відомства в XIX — на початку XX ст.ст.
На відміну від ктиторів — церковних старост парафіяльних церков, що їх обирали парафіяни, ктиторів церков військового відомства призначало військове керівництво.